# The Secret Man
The Secret Man (El hombre secreto) es una película wéstern muda estadounidense de 1917, dirigida por John Ford y protagonizada por Harry Carey. Dos de las cinco copias de la película se conservan en el archivo cinematográfico de la Biblioteca del Congreso.

## Argumento
Como se describe en una revista de cine, Cheyenne Harry (Carey) escapa de la prisión y, mientras escapa, se encuentra con el cuerpo de una joven (Janes) que fue arrojada por un caballo desbocado. Él la levanta y continúa su camino cuando su caballo se asusta y sale corriendo por una ladera empinada. Harry, al darse cuenta del peligro que corre la niña, se entrega para que ella pueda recibir atención. Su madre Molly (Sterling) se ha casado en secreto con Harry Beaufort (Foster) y es el hermano de su madre quien arresta a Harry. A la madre le han dicho que su pequeña está muerta y ella pierde la razón. En el bazar de una iglesia la niña será subastada al mejor postor. Madre e hija se reconocen y la mente de la madre se restablece. Gracias a la ayuda de Harry, la madre y su marido se reencuentran. El sheriff se alegra al descubrir que la niña Annabelle es su sobrina y, en agradecimiento por la amabilidad de Harry, le permite quedar en libertad.

## Producción
El rodaje se llevó a cabo bajo los títulos provisionales The Round Up y Up Against It. La película fue estrenada por Universal Studios a través de una subsidiaria, Universal-Butterfly, en octubre de 1917. Era una película muda de cinco carretes, parte de la serie de largometrajes cinematográficos "Cheyenne Harry".

## Reparto
- Harry Carey - Cheyenne Harry.
- Edythe Sterling - Molly.
- J. Morris Foster - Harry Beaufort.
- Elizabeth Janes - His Child.
- Vester Pegg - Bill.
- William Steele - El capataz.
- Steve Clemente - Pedro el capataz.
- Hoot Gibson  - Chuck Fadden.